# R134A
R-134a, 1,1,1,2 Tetrafluoroetano, RLX 134, Forane 134a, Genetron 134a, Florasol 134a, Suva 134a, HFC-134a', ou Flavol (fórmula Cf3CH2F), é um gás refrigerante de hidrofluorocarbono (HFC) e haloalcano com propriedades termodinâmicas semelhantes ao R-12 (diclorodifluorometano) para freezeres utilizado em produtos de refrigeração, em substituição ao Freon.
Tem potencial de destruição da camada de ozônio insignificante e um potencial de aquecimento global (GWP) de 100 anos menor (1.430, em comparação com o GWP do R-12 de 10.900). Tem a fórmula Cf3CH2F e um ponto de ebulição de -26,3 °C à pressão atmosférica. A eliminação gradual e a transição para outros refrigerantes, com GWPs semelhantes ao CO2, começaram em 2012 no mercado automotivo.

## Aplicações

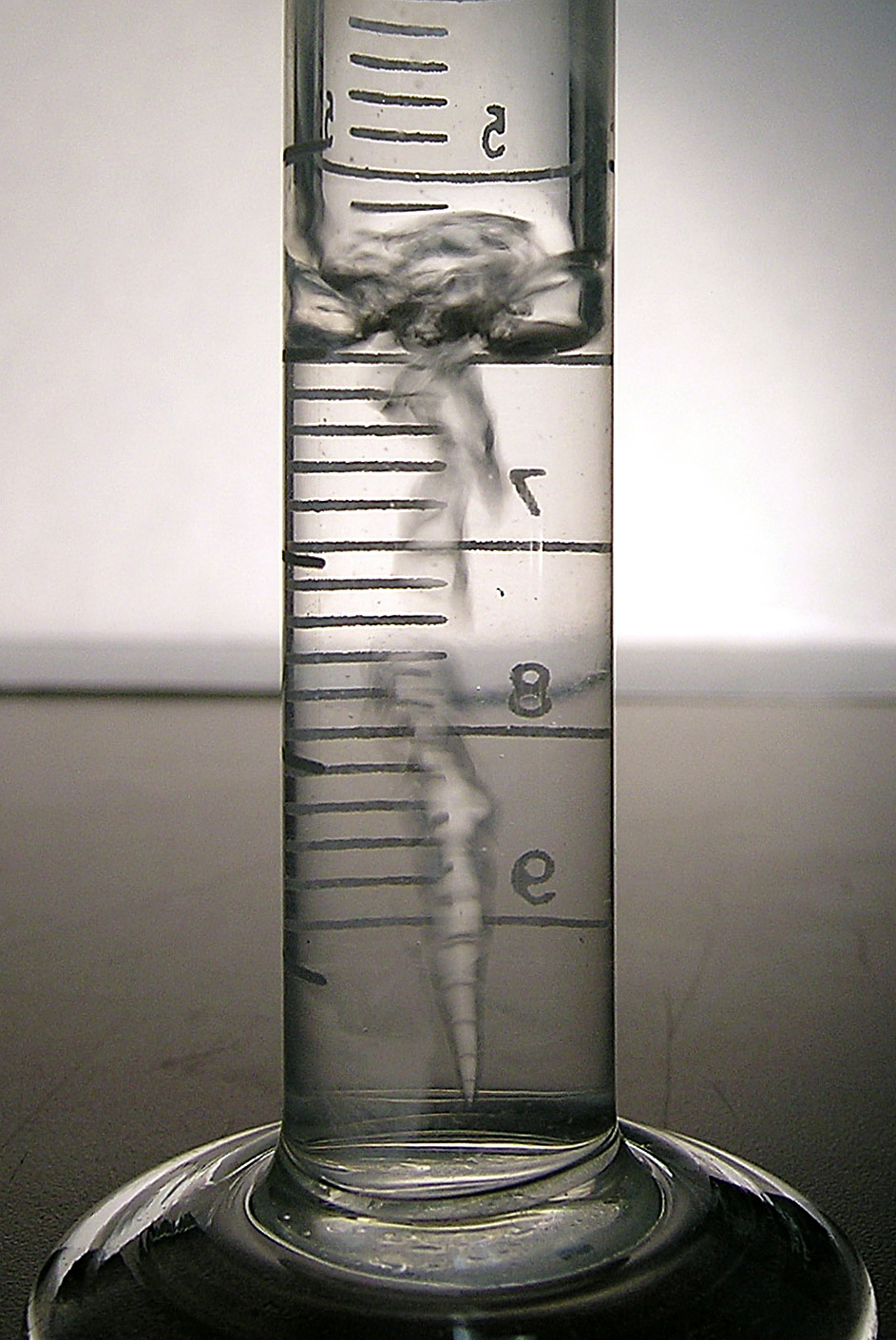
Ebulição do tetrafluoroetano: o líquido entra em ebulição quando exposto à pressão e temperatura atmosféricas normais.

O 1,1,1,2-tetrafluoroetano (R-134a / HFC-134a') é um gás não inflamável usado principalmente como refrigerante de "alta temperatura", em refrigeração doméstica e em sistemas de ar-condicionado automotivo. Esses dispositivos começaram a utilizá-lo no início dos anos 1990, substituindo o Diclorodifluorometano (R-12), que é mais prejudicial ao meio ambiente. Kits de adaptação estão disponíveis para converter unidades originalmente equipadas com R-12.
No Brasil, o R-134a / HFC-134a' e o CO2 / R-744 são usados juntos nos sistemas em cascata, como gás refrigerante de alta temperatura; O uso de CO2 como gás refrigerante foi uma forma desenvolvida na Europa na década de 2010.
Outros usos comuns incluem:
- Expansão de espumas plásticas;
- Solvente de limpeza;
- Propulsor para liberação de medicamentos (como em inaladores para broncodilatadores);
- Removedores de rolhas de vinho;
- Jatos de ar para limpeza;
- Secadores para remoção de umidade do ar comprimido.

O 1,1,1,2-tetrafluoroetano também é utilizado para resfriar computadores em algumas tentativas de overclocking, como refrigerante em kits de congelamento de tubos de encanamento e como propulsor para armas de ar comprimido de airsoft, frequentemente misturado com um lubrificante à base de silicone.

### Aplicações em nicho
O 1,1,1,2-tetrafluoroetano também está sendo considerado como um solvente orgânico, tanto na forma líquida quanto em fluido supercrítico.
Ele é utilizado em detectores de partículas com câmaras de placas resistivas no Grande Colisor de Hádrons (LHC). Outros tipos de detectores de partículas, como alguns detectores criogênicos, também fazem uso deste gás. Ele pode ser usado como alternativa ao hexafluoreto de enxofre na fundição de magnésio, atuando como gás de proteção.

## História e impactos ambientais

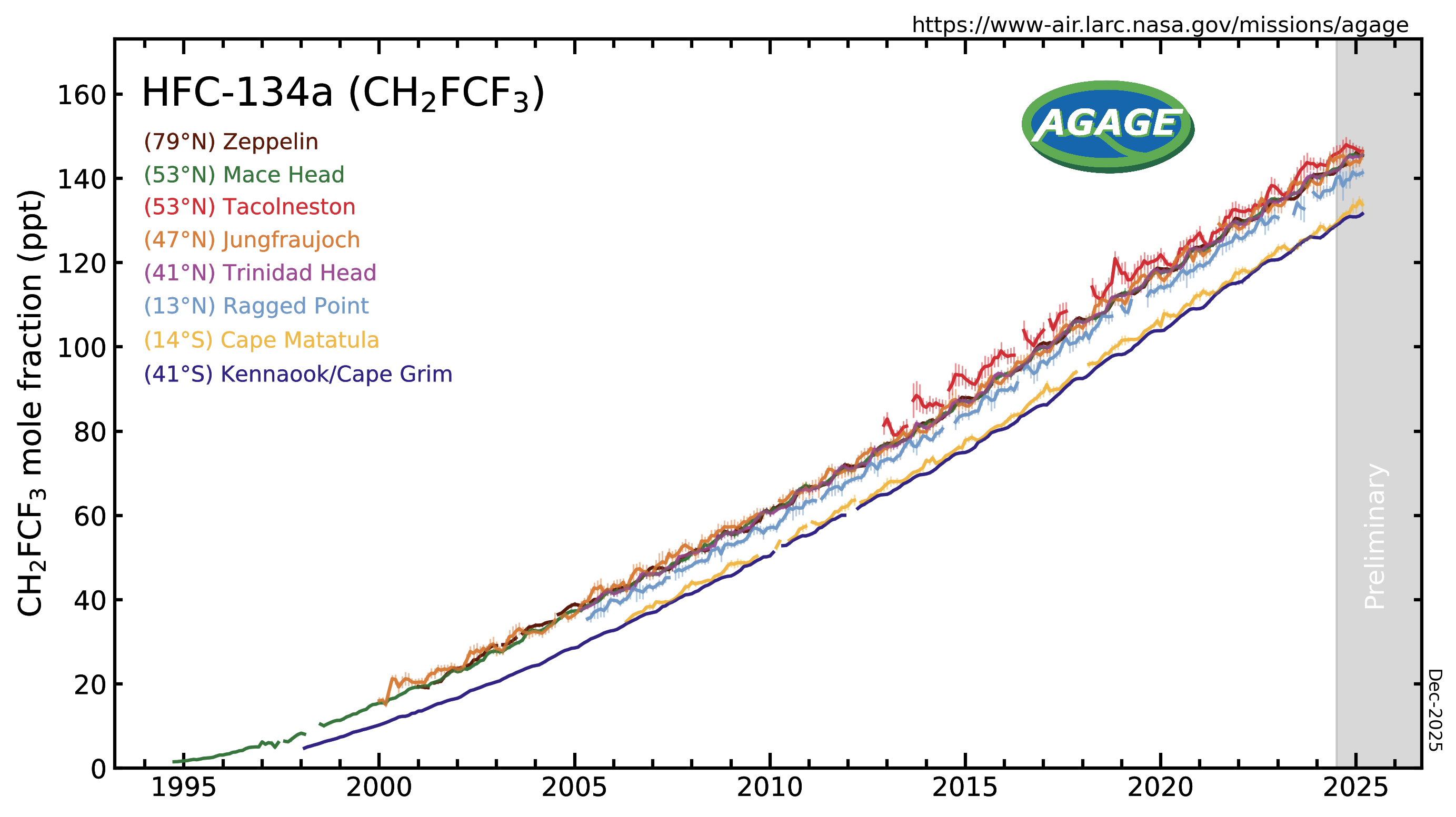
A concentração atmosférica do HFC-134a tem sido monitorada pelo Experimento Avançado de Gases Atmosféricos Globais (AGAGE) na baixa atmosfera (troposfera) em estações ao redor do mundo, com abundâncias expressas em médias mensais livres de poluição, em frações molares de partes por trilhão.

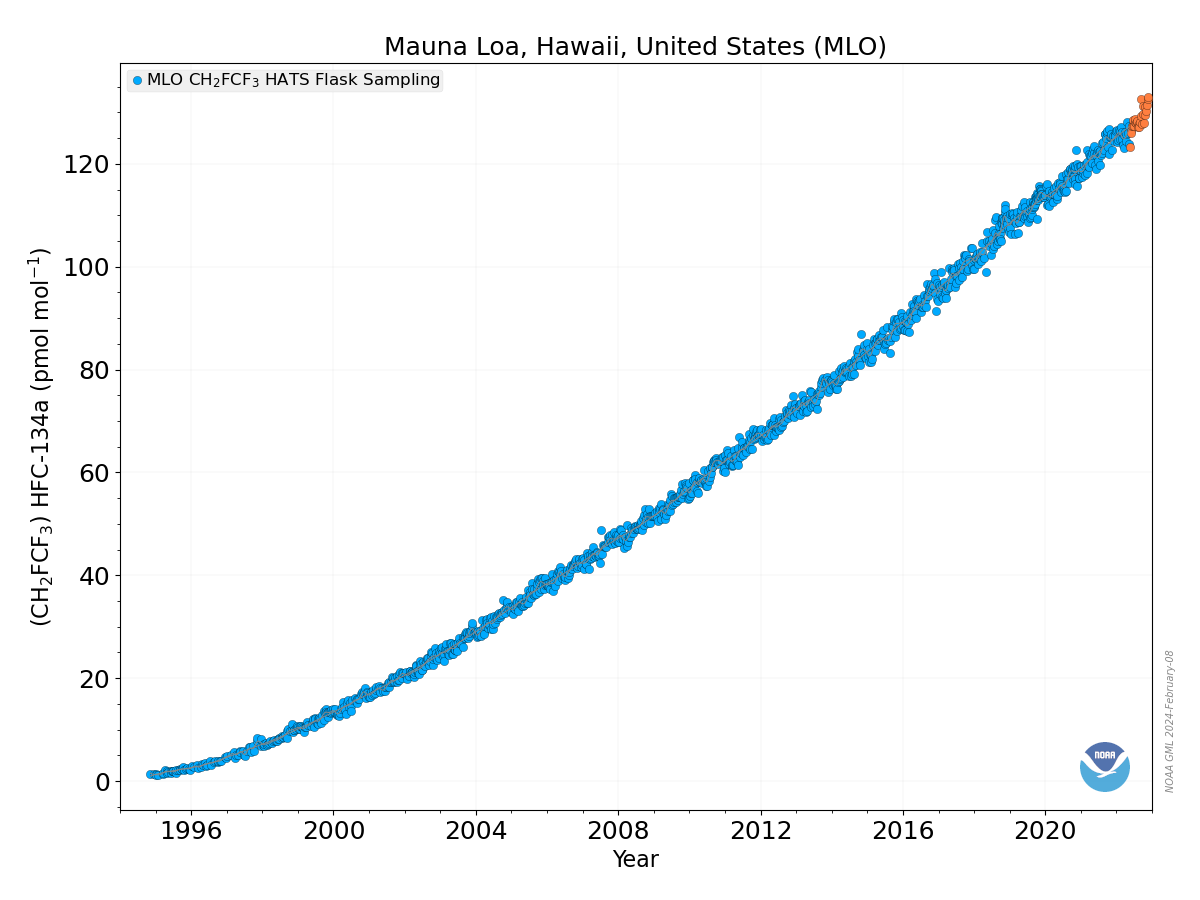
A concentração atmosférica do HFC-134a sendo registrada desde 1995.

O 1,1,1,2-tetrafluoroetano foi introduzido no início dos anos 1990 como substituto do diclorodifluorometano (R-12), que apresentava um alto potencial de destruição da camada de ozônio. Embora o 1,1,1,2-tetrafluoroetano tenha potencial insignificante de depleção do ozônio e potencial de acidificação negligenciável, possui um potencial de aquecimento global (GWP) de 1430 em uma janela de 100 anos e uma vida atmosférica aproximada de 14 anos. Sua concentração na atmosfera e sua contribuição para o forçamento radiativo têm aumentado desde sua introdução, o que levou à inclusão do composto na lista de gases de efeito estufa do IPCC.
O R-134a começou a ser gradualmente eliminado na União Europeia, a partir de meados da década de 2010, conforme uma diretiva de 2006 que recomendava a substituição de gases em sistemas de ar-condicionado com GWP acima de 100.
Nos Estados Unidos e em outros países, o uso do 1,1,1,2-tetrafluoroetano também está sujeito a restrições. A Sociedade de Engenheiros Automotivos (SAE) propôs sua substituição por um novo refrigerante fluoroquímico, o HFO-1234yf (CF3CF=CH2), nos sistemas de ar-condicionado automotivo. Desde o ano-modelo de 2021, veículos leves recém-fabricados nos EUA deixaram de utilizar o R-134a.
A Califórnia também considera proibir a venda de R-134a enlatado para indivíduos, visando evitar recargas de ar-condicionado por pessoas não especializadas. Uma proibição estava em vigor em Wisconsin desde outubro de 1994, pela regulamentação ATCP 136, que proibia a venda de recipientes com menos de 6,8 kg de 1,1,1,2-tetrafluoroetano quando o produto era destinado a uso como refrigerante. No entanto, essa restrição foi suspensa em 2012. Durante o período em que esteve ativa, a proibição específica de Wisconsin continha brechas, como a permissão para comprar latas de gás duster com qualquer quantidade do composto, uma vez que, neste caso, o produto não era destinado a uso como refrigerante.

## Segurança

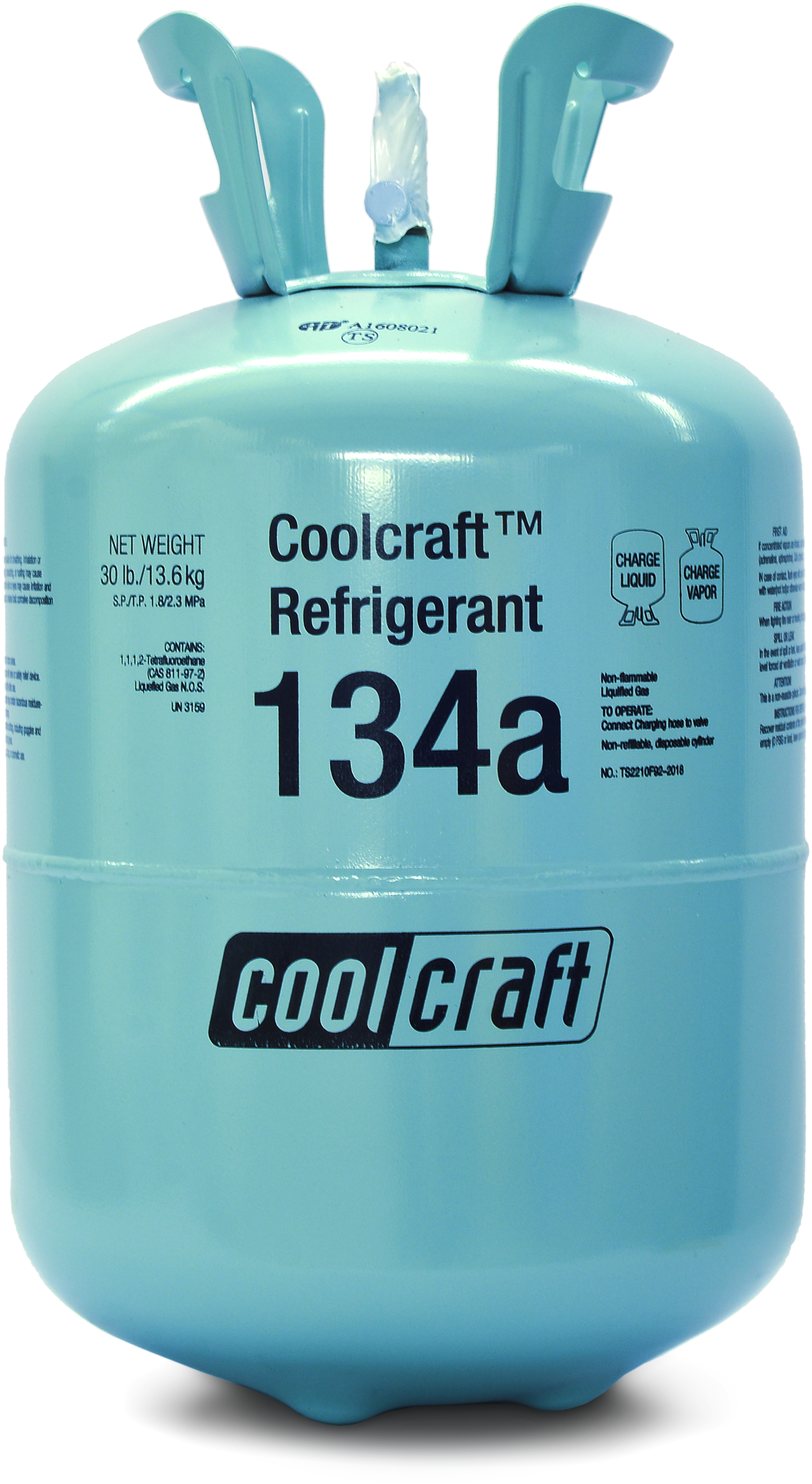
Cilindro de R-134a

As misturas de 1,1,1,2-tetrafluoroetano com ar não são inflamáveis à pressão atmosférica e a temperaturas de até 100 °C (212 °F). No entanto, misturas com altas concentrações de ar sob pressão elevada e/ou a temperaturas mais altas podem ser inflamadas.
O contato do 1,1,1,2-tetrafluoroetano com chamas ou superfícies quentes acima de 250 °C pode causar decomposição do vapor e a emissão de gases tóxicos, como o fluoreto de hidrogênio e o fluoreto de carbonila. No entanto, a temperatura de decomposição foi reportada como superior a 370 °C.
Em termos de toxicidade, o 1,1,1,2-tetrafluoroetano apresenta um LD50 de 1.500 g/m³ em ratos, tornando-o relativamente não tóxico, exceto pelos riscos associados ao abuso de inalação. Sua forma gasosa é mais densa que o ar, o que pode deslocar o oxigênio nos pulmões. Se inalado em excesso, isso pode resultar em asfixia, o que contribui para a maioria das mortes por abuso de inalantes.
Além disso, as latas de aerossol contendo 1,1,1,2-tetrafluoroetano, quando invertidas, se tornam sprays de congelamento eficazes. Sob pressão, o 1,1,1,2-tetrafluoroetano é comprimido para a forma líquida e, ao se vaporizar, absorve uma quantidade significativa de energia térmica, resultando em uma queda substancial na temperatura do objeto que entra em contato com ele à medida que se evapora.

## Uso médico
Para seus usos médicos, o 1,1,1,2-tetrafluoroetano tem o nome genérico de norflurano. É usado como propulsor para alguns inaladores de dose medida. É considerado seguro para esse uso. Em combinação com pentafluoropropano, é usado como um spray tópico de vaporização para anestesiar furúnculos antes da curetagem. Também foi estudado como um potencial anestésico inalatório, mas não é anestésico em doses usadas em inaladores.